# Matronoides
Matronoides is een geslacht van libellen (Odonata) uit de familie van de beekjuffers (Calopterygidae).

## Soorten
Matronoides omvat 1 soort:
- Matronoides cyaneipennis Förster, 1897